# 富山県道359号石堤大野線
富山県道359号石堤大野線（とやまけんどう359ごう いしづつみおおのせん）とは、富山県高岡市内を通る一般県道（富山県道）である。

## 概要
- 始点：富山県高岡市石提644[1]（＝富山県道369号小野上渡線交点）
- 終点：富山県高岡市福岡町大野224[1]（＝富山県道266号岡笹川線交点）

## 歴史
- 1973年（昭和48年）3月31日：路線認定[1]。

## 接続道路
- 富山県道369号小野上渡線（高岡市石提：起点）
- 富山県道32号小矢部伏木港線（高岡市福岡町三日市・三日市交差点）
- 富山県道266号岡笹川線（高岡市福岡町大野：終点）

## 橋梁
- 三日市橋

## 周辺
- 特別養護老人ホーム デイサービスセンター アルテン赤丸
- 小矢部川
- サンバリー福岡病院
- 高岡市福岡ふるさと会館
- 光風苑福岡大野ニュータウン
- 富士コン